# Riot Act
Riot Act je sedmé studiové album americké rockové skupiny Pearl Jam. Bylo vydáno dne 12. listopadu 2002 společností Epic Records a spolu se členy kapely jej produkoval Adam Kasper. Během prvního týdne po vydání se desky prodalo 166 tisíc kusů a dostala se na pátou příčku domácí hitparády Billboard 200. V Austrálii se dostala na první místo. Ve Spojených státech se stala zlatou, například v Austrálii dosáhla na platinové ocenění. Riot Act je posledním studiovým albem kapely, které vydala společnost Epic Records.

## Seznam skladeb
1. Can't Keep – 3:39
2. Save You – 3:50
3. Love Boat Captain – 4:36
4. Cropduster – 3:51
5. Ghost – 3:15
6. I Am Mine – 3:35
7. Thumbing My Way – 4:10
8. You Are – 4:30
9. Get Right – 2:38
10. Green Disease – 2:41
11. Help Help – 3:35
12. Bu$hleaguer – 3:57
13. ½ Full – 4:10
14. Arc – 1:05
15. All or None – 4:37

## Obsazení
Pearl Jam
- Jeff Ament – baskytara
- Matt Cameron – bicí, perkuse, kytara
- Stone Gossard – kytara
- Mike McCready – kytara
- Eddie Vedder – zpěv, kytara

Ostatní hudebníci
- Boom Gaspar – Hammondovy varhany, elektrické piano
- Adam Kasper – klavír